# Chipset

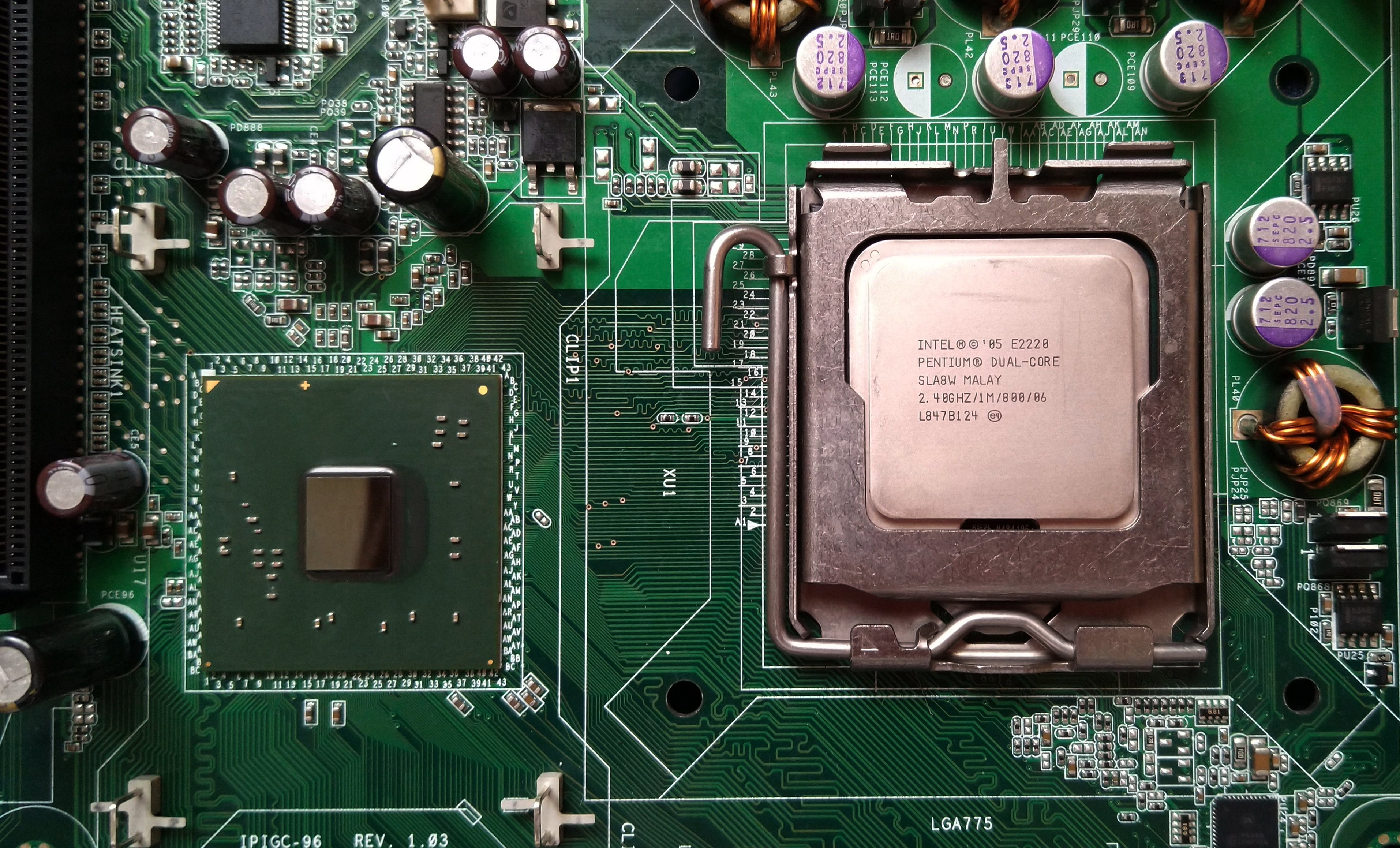
Un chipset Intel i45GC (sin su disipador) en conjunto con un procesador Pentium Dual-Core E2220 2.40 GHz

Un chipset (traducido como circuito integrado auxiliar) es el conjunto de circuitos integrados diseñados con base en la arquitectura de un procesador (en algunos casos, diseñados como parte integral de esa arquitectura), permitiendo que ese tipo de procesadores funcionen en una placa base. Sirven de puente de comunicación con el resto de componentes de la placa, como son la memoria, las tarjetas de expansión, los puertos USB, ratón, teclado, etc.
Las placas base modernas suelen incluir dos integrados, denominados puente norte y puente sur, y suelen ser los circuitos integrados más grandes después de la GPU y el microprocesador. Las últimas placas base carecen de puente norte, ya que los procesadores de última generación lo llevan integrado.
El chipset determina muchas de las características de una placa madre y por lo general la referencia de la misma está relacionada con la del chip-set.
A diferencia del microcontrolador, el procesador no tiene mayor funcionalidad sin el soporte de un chip-set: la importancia del mismo ha sido relegada a un segundo plano por las estrategias de mercadotecnia.

## Historia
Desde los comienzos de la historia la fabricación de los primeros microprocesadores, se pensó en un conjunto de integrados de soporte, de hecho el primer microprocesador de la historia, el Intel 4004 formaba parte de un conjunto de integrados numerados 4001, 4002 y 4003 que tenían todos una apariencia física similar y que formaban la base de un sistema de cómputo cualquiera.
Mientras que otras plataformas usaban muy variadas combinaciones de chips de propósito general, los empleados en el Commodore 64 y la Familia Atari de 8 bits, incluso sus CPUs, solían ser diseños especializados para la plataforma, que no se encontraban en otros equipos electrónicos, por lo que se les comenzó a llamar chipsets.
Este término se generalizó en la siguiente generación de computadores domésticos : el Commodore Amiga y el Atari ST son los equipos más potentes de los años 1990, y ambos tenían multitud de chips auxiliares que se encargaban del manejo de la memoria, el sonido, los gráficos o el control de unidades de almacenamiento masivo dejando a la CPU libre para otras tareas. En el Amiga sobre todo se diferenciaban las generaciones por el chipset utilizado en cada una.
Tanto los chips de los Atari de 8 bits como los del Amiga tenían como diseñador a Jay Miner, por lo que algunos lo consideran el precursor de la moderna arquitectura utilizada en la actualidad.
Apple Computer comienza a utilizar chips diseñados por la compañía o comisionados expresamente a otras en su gama Apple Macintosh, pero pese a que irá integrando chips procedentes del campo PC, nunca se usa el término chipset para referirse al juego de chips empleado en cada nueva versión de los Mac, hasta la llegada de los equipos G4.
Mientras tanto el IBM PC ha optado por usar chips de propósito general (IBM nunca pretendió obtener el éxito que tuvo) y solo el subsistema gráfico tiene una ligera independencia de la CPU. Hasta la aparición de los IBM Personal System/2 no se producen cambios significativos, y el término chipset se reserva para los conjuntos de chips de una placa de ampliación (o integrada en placa madre, pero con el mismo bus de comunicaciones) dedicada a un único propósito como el sonido o el subsistema SCSI. Pero la necesidad de ahorrar espacio en la placa y abaratar costes trae primero la integración de todos los chips de control de periféricos (las llamadas placas multi-IO pasan de tener hasta 5 chips a integrar más funciones en uno solo) y con la llegada del bus PCI y las especificaciones ATX de los primeros chipsets tal y como los conocemos ahora.

## Funcionamiento

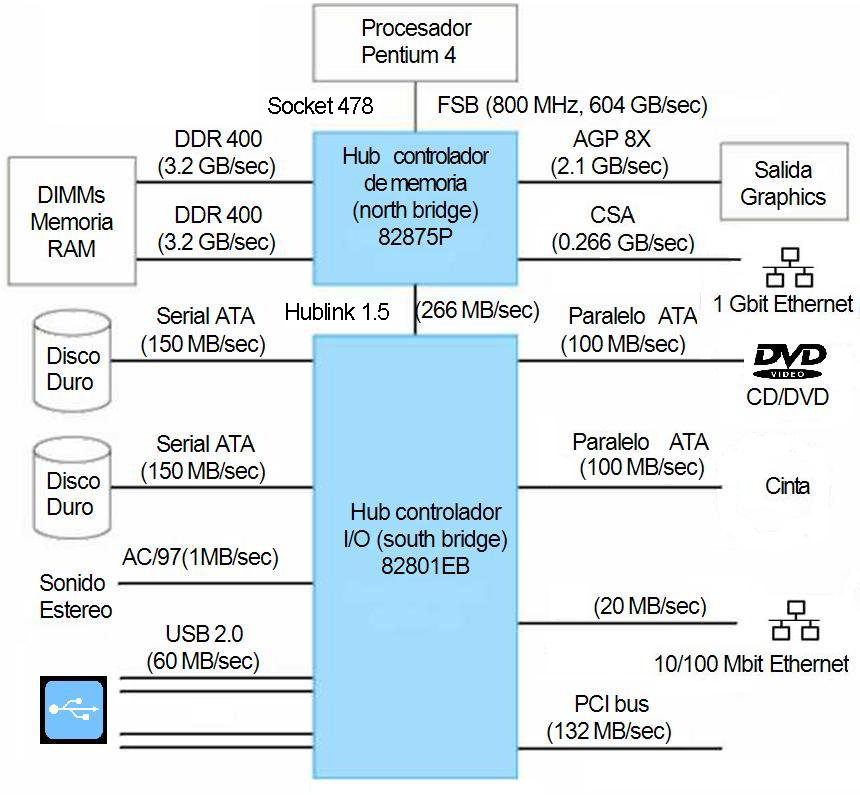
Chipset 875 de Intel, usado con procesadores Pentium 4 en encapsulado de pines.

El Chip-set es el  que hace posible que la placa base funcione como eje del sistema, dando soporte a varios componentes e interconectándolos de forma que se comuniquen entre ellos haciendo uso de diversos buses. Es uno de los pocos elementos que tiene conexión directa con el procesador, gestiona la mayor parte de la información que entra y sale por el bus principal del procesador, del sistema de vídeo y muchas veces de la memoria RAM.
En el caso de los computadores PC, es un esquema de arquitectura abierta que establece modularidad: el Chip-set debe tener interfaces estándar para los demás dispositivos. Esto permite escoger entre varios dispositivos estándar, por ejemplo en el caso de los buses de expansión, algunas tarjetas madre pueden tener bus PCI-Express y soportar diversos tipos de tarjetas de distintos anchos de bus (1x, 8x, 16x).
En el caso de equipos portátiles o de marca, el chip-set puede ser diseñado a la medida y aunque no soporte gran variedad de tecnologías, presentará alguna interfaz de dispositivo.
La terminología de los integrados ha cambiado desde que se creó el concepto del chip-set a principio de los años 1990, pero todavía existe equivalencia haciendo algunas aclaraciones:
- El puente norte, northbridge, MCH (memory controller hub) o GMCH (graphic MCH), se usa como puente de enlace entre el microprocesador y la memoria. Controla las funciones de acceso hacia y entre el microprocesador, la memoria RAM, el puerto gráfico AGP o el PCI-Express de gráficos, y las comunicaciones con el puente sur.[3] Al principio tenía también el control de PCI, pero esa funcionalidad ha pasado al puente sur.
- El puente sur, southbridge o ICH (input controller hub), controla los dispositivos asociados como son la controladora de discos IDE, puertos USB, FireWire, SATA, RAID, ranuras PCI, ranura AMR, ranura CNR, puertos infrarrojos, disquetera, LAN, PCI-Express 1x y una larga lista de todos los elementos que podamos imaginar integrados en la placa madre. Es el encargado de comunicar el procesador con el resto de los periféricos.[4]

En la actualidad los principales fabricantes de chip-sets son AMD, ATI Technologies (comprada en 2006 por AMD), Intel, NVIDIA, Silicon Integrated Systems y VIA Technologies.

## El términochip-seten la electrónica

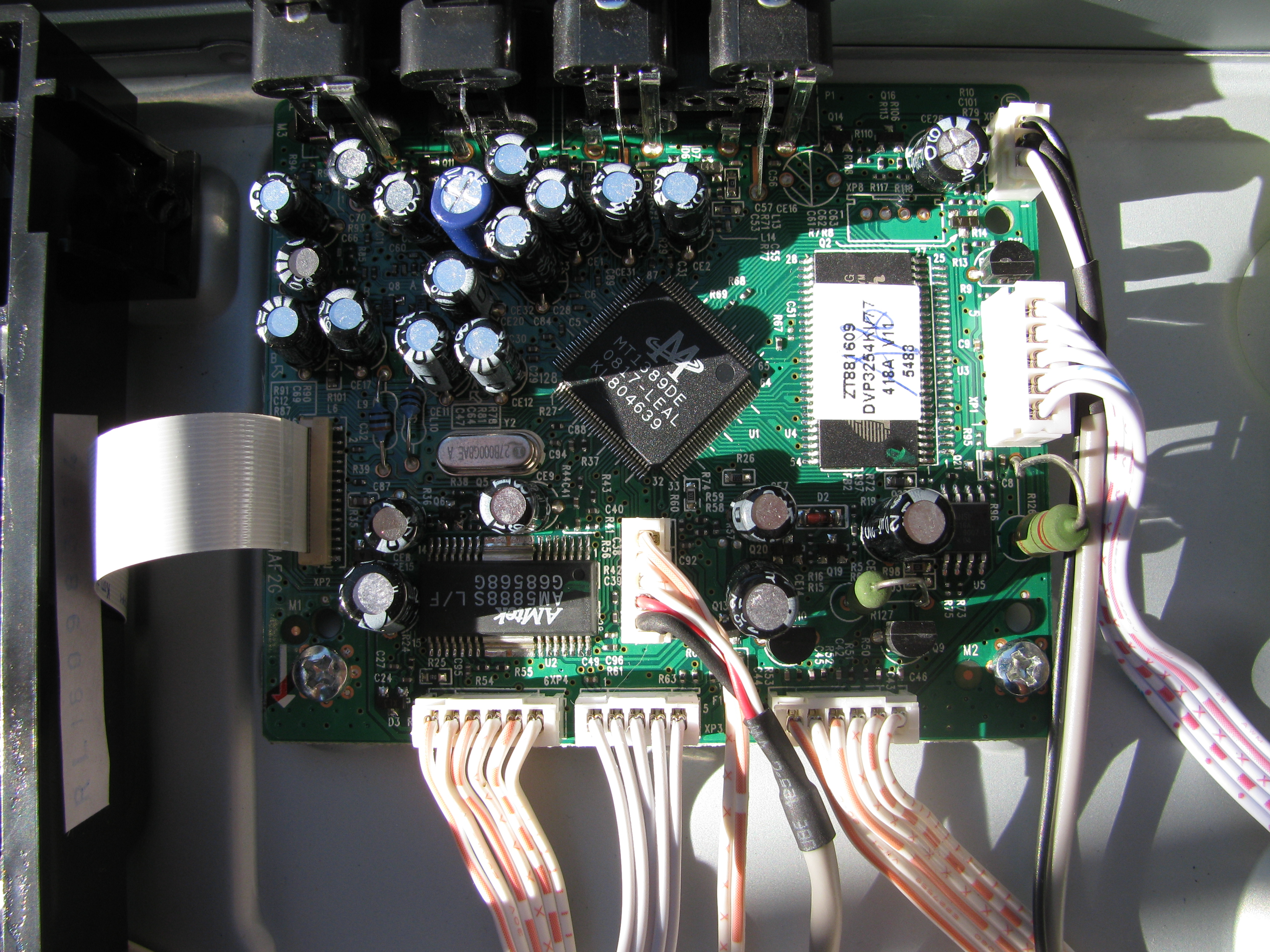
Circuito impreso de un DVD Philips, se puede apreciar el chipset MT1389 del fabricante MediaTek y los pocos componentes auxiliares como el controlador de servos (abajo a la izquierda) y la memoria flash (derecha).

También en electrónica se utiliza el término chip-set para referirse al circuito integrado o conjunto de ellos que fueron diseñados específicamente para un equipo electrónico, siendo imposible su utilización para otro propósito que no fuese el planificado por sus fabricantes. Estos circuitos integrados albergan en su interior prácticamente la totalidad de los componentes del dispositivo, requiriendo de unos pocos componentes adicionales en el circuito impreso, difíciles o imposibles de integrar, como condensadores, cristales de cuarzo, inductores o memorias RAM que ocupan una gran superficie del chip y tienen una alta tasa de fallos en la fabricación. Tampoco se suelen integrar las memorias flash donde se almacena el firmware.